# Möwe (міноносець)
«Мюве» (нім. Möwe) — військовий корабель, міноносець типу 1923 Кріґсмаріне часів Другої світової війни. «Мюве» був головним кораблем у своїй серії, що будувалися на замовлення Рейхсмаріне після поразки Німеччини в Першій світовій війні.
«Мюве» був закладений 2 березня 1925 року на верфі німецької компанії Kriegsmarinewerft Wilhelmshaven у Вільгельмсгафені. 24 березня 1926 року він був спущений на воду, а 1 жовтня 1926 року увійшов до складу військово-морського флоту веймарської Німеччини.
Наприкінці 1930-х років міноносець неодноразово патрулював води поблизу Іспанії без втручання в перебіг подій в роки громадянської війни в країні. Під час Другої світової війни вона зіграв другорядну роль у Норвезькій кампанії 1940 року під час нападу на Осло, столицю Норвегії. «Мюве» був торпедований і сильно пошкоджений британським підводним човном «Таку» у травні і перебував на ремонті до 1942 року, після чого його перевели до Франції. Протягом наступних кількох років він супроводжував проривачі блокади, торгові рейдери і підводні човни при їхньому проході через Біскайську затоку. Вона також брав участь у прикритті постановки численних мінних полів. Міноносець атакував кораблі союзників у ході вторгнення союзників у Нормандію в червні 1944 року, але того ж місяця був потоплений британськими бомбардувальниками в гавані Гавру.

## Історія служби
На початок Другої світової війни «Мюве» виконував завдання з постановки мінних загороджень у Північному морі, які розпочалися 3 вересня 1939 року. Під час Норвезької кампанії човен увійшов до 5-ї групи під командуванням контрадмірала Оскара Кумметца на важкому крейсері «Блюхер», якому було поставлено завдання захопити Осло 9 квітня. «Мюве» перевозив 114 осіб з числа сил вторгнення та був одним із супроводжуючих ескортної групи, що прикривала крейсер при проходженні через Каттегат до Осло-фіорду. Під час битви за Дробак-Саунд міноносець був у тилу німецького формування. Після того, як норвезька берегова оборона знищила вогнем «Блюхер», коли той намагався пройти повз фортецю Оскарсборг, міноносець отримав наказ висадити війська у Соні. Близько 17:30 «Мюве» та «Кондор» підтримали захоплення наземними військами берегових батарей «Копас» та «Гусвік» поблизу Дребака.
Наступного дня «Мюве» супроводжував важкий крейсер «Лютцов» через Осло-фіорд, доки не надійшло повідомлення про те, що міноносець «Альбатрос» сів на мілину й зазнав пошкоджень. «Мюве» було наказано замінити «Альбатроса» у зовнішній частині Осло-фіорду. «Лютцов» продовжив шлях до Німеччини без супроводу і був торпедований британським підводним човном «Сперфіш» пізніше тієї же ночі біля узбережжя Данії. «Мюве» і «Кондор», серед інших кораблів, прибули наступного ранку, щоб надати допомогу.
18 квітня 1940 року «Мюве» з «Грейф», «Зееадлер» і «Вольфом» супроводжували мінні загороджувачі при встановлення ними протичовнових мінних полів у Каттегаті.
8 травня німецький міноносець торпедував британський підводний човен «Таку». Унаслідок ураження торпедою «Мюве» відірвало корму, і він до жовтня перебував на капітальному ремонті. Але, до початку 1942 року «Мюве» не був повністю готовий і лишень у травні того ж року був переведений до Франції.
Коли союзники почали висадку в Нормандії 6 червня, 5-ї флотилії міноносців, яка тепер складалася з міноносців «Ягуар», «Фальке», «Мюве» і Т28, кілька разів виходила з Гавра протягом наступного тижня, з метою потопити кораблі союзників. Незважаючи на витрати понад 50 торпед і велику кількість боєприпасів, вони були загалом невдалими, лише 6 червня німцям вдалося потопити норвезький есмінець «Свеннер». Під час повітряного нальоту важких бомбардувальників Бомбардувального командування Королівських ПС «Ланкастер» у ніч з 15 на 16 червня на гавань і німецькі військові кораблі, які там знаходилися, «Мюве» був потоплений авіабомбами.